# Eurolega 2021 (hockey in-line)
L'Eurolega 2021 è stata la 15ª edizione della massima competizione europea per squadre di club di hockey in-line. È stata disputata dal 1º al 4 luglio 2021 a Kaltbrunn in Svizzera. 
Il Diables Rethelois si è aggiudicato il trofeo per la nona volta nella sua storia sconfiggendo in finale il CPL Valladolid.

## Squadre partecipanti
| - Diables Rethelois - Hauptstadt Berlino - Mainprimaten Francoforte - Diavoli Vicenza - Ghosts Padova | - Dubnica Wild King - CPL Valladolid - Molina - IhcSF Linth - Z-Fighters Oberrüti-Sins |

## Partite

### Prima fase a gironi

#### Girone A
| Squadra                  | Pt | G | V | VR | PR | P | GF | GS | DR  |
| ------------------------ | -- | - | - | -- | -- | - | -- | -- | --- |
| Diavoli Vicenza          | 6  | 2 | 2 | 0  | 0  | 0 | 13 | 8  | +5  |
| Dubnica Wild King        | 3  | 2 | 1 | 0  | 0  | 1 | 20 | 9  | +11 |
| Mainprimaten Francoforte | 0  | 2 | 0 | 0  | 0  | 2 | 6  | 22 | -16 |

| Kaltbrunn 1º luglio 2021, ore 11:00 UTC+1 | Diavoli Vicenza | 6 – 4 | Mainprimaten Francoforte |  |

| Kaltbrunn 1º luglio 2021, ore 17:00 UTC+1 | Mainprimaten Francoforte | 2 – 16 | Dubnica Wild King |  |

| Kaltbrunn 2 luglio 2021, ore 11:15 UTC+1 | Dubnica Wild King | 4 – 7 | Diavoli Vicenza |  |

#### Girone B
| Squadra                  | Pt | G | V | VR | PR | P | GF | GS | DR  |
| ------------------------ | -- | - | - | -- | -- | - | -- | -- | --- |
| Diables Rethelois        | 6  | 2 | 2 | 0  | 0  | 0 | 13 | 3  | +10 |
| Molina                   | 3  | 2 | 1 | 0  | 0  | 1 | 9  | 5  | +4  |
| Z-Fighters Oberrüti-Sins | 0  | 2 | 0 | 0  | 0  | 2 | 1  | 15 | -14 |

| Kaltbrunn 1º luglio 2021, ore 9:30 UTC+1 | Diables Rethelois | 8 – 1 | Z-Fighters Oberrüti-Sins |  |

| Kaltbrunn 1º luglio 2021, ore 15:30 UTC+1 | Z-Fighters Oberrüti-Sins | 0 – 7 | Molina |  |

| Kaltbrunn 2 luglio 2021, ore 9:45 UTC+1 | Molina | 2 – 5 | Diables Rethelois |  |

#### Girone C
| Squadra            | Pt | G | V | VR | PR | P | GF | GS | DR |
| ------------------ | -- | - | - | -- | -- | - | -- | -- | -- |
| Hauptstadt Berlino | 8  | 3 | 2 | 1  | 0  | 0 | 13 | 8  | +5 |
| CPL Valladolid     | 7  | 3 | 2 | 0  | 1  | 0 | 11 | 6  | +5 |
| IhcSF Linth        | 3  | 3 | 1 | 0  | 0  | 2 | 7  | 10 | -3 |
| Ghosts Padova      | 0  | 3 | 0 | 0  | 0  | 3 | 2  | 9  | -7 |

| Kaltbrunn 1º luglio 2021, ore 12:30 UTC+1 | CPL Valladolid | 5 – 1 | IhcSF Linth |  |

| Kaltbrunn 1º luglio 2021, ore 14:00 UTC+1 | Hauptstadt Berlino | 4 – 1 | Ghosts Padova |  |

| Kaltbrunn 1º luglio 2021, ore 19:30 UTC+1 | Hauptstadt Berlino | 4 – 3 (d.t.s.) | CPL Valladolid |  |

| Kaltbrunn 1º luglio 2021, ore 21:00 UTC+1 | IhcSF Linth | 2 – 0 | Ghosts Padova |  |

| Kaltbrunn 2 luglio 2021, ore 21:00 UTC+1 | IhcSF Linth | 4 – 5 | Hauptstadt Berlino |  |

| Kaltbrunn 2 luglio 2021, ore 14:15 UTC+1 | Ghosts Padova | 1 – 3 | IhcSF Linth |  |

### Seconda fase a gironi

#### Girone A
| Squadra            | Pt | G | V | VR | PR | P | GF | GS | DR |
| ------------------ | -- | - | - | -- | -- | - | -- | -- | -- |
| Diables Rethelois  | 6  | 2 | 2 | 0  | 0  | 0 | 11 | 3  | +8 |
| Hauptstadt Berlino | 2  | 2 | 0 | 1  | 0  | 1 | 8  | 11 | -3 |
| Dubnica Wild King  | 1  | 2 | 0 | 0  | 1  | 1 | 10 | 15 | -5 |

| Kaltbrunn 2 luglio 2021, ore 18:00 UTC+1 | Dubnica Wild King | 3 – 7 | Diables Rethelois |  |

| Kaltbrunn 3 luglio 2021, ore 14:15 UTC+1 | Diables Rethelois | 4 – 0 | Hauptstadt Berlino |  |

| Kaltbrunn 3 luglio 2021, ore 20:15 UTC+1 | Hauptstadt Berlino | 8 – 7 (d.t.s.) | Dubnica Wild King |  |

#### Girone B
| Squadra         | Pt | G | V | VR | PR | P | GF | GS | DR |
| --------------- | -- | - | - | -- | -- | - | -- | -- | -- |
| CPL Valladolid  | 5  | 2 | 1 | 1  | 0  | 0 | 6  | 3  | +3 |
| Diavoli Vicenza | 2  | 2 | 0 | 1  | 0  | 1 | 7  | 8  | -1 |
| Molina          | 2  | 2 | 0 | 0  | 2  | 0 | 7  | 9  | -2 |

| Kaltbrunn 2 luglio 2021, ore 21:00 UTC+1 | Diavoli Vicenza | 6 – 5 (d.c.r.) | Molina |  |

| Kaltbrunn 3 luglio 2021, ore 12:45 UTC+1 | Molina | 2 – 3 (d.t.s.) | CPL Valladolid |  |

| Kaltbrunn 3 luglio 2021, ore 19:15 UTC+1 | CPL Valladolid | 3 – 1 | Diavoli Vicenza |  |

### Fase finale

#### Finale 5º posto
| Kaltbrunn 4 luglio 2021, ore 12:30 UTC+1 | Molina | 9 – 10 | Dubnica Wild King |  |

#### Finale 3º posto
| Kaltbrunn 4 luglio 2021, ore 14:00 UTC+1 | Diavoli Vicenza | 6 – 3 | Hauptstadt Berlino |  |

#### Finale 1º posto
| Kaltbrunn 4 luglio 2021, ore 15:30 UTC+1 | Diables Rethelois | 3 – 0 | CPL Valladolid |  |